# Tarbinskiellus
Tarbinskiellus is een geslacht van rechtvleugeligen uit de familie krekels (Gryllidae). De wetenschappelijke naam van dit geslacht is voor het eerst geldig gepubliceerd in 1983 door Gorochov.

## Soorten
Het geslacht Tarbinskiellus omvat de volgende soorten:
- Tarbinskiellus neotropicus Gorochov, 2001
- Tarbinskiellus orientalis Fabricius, 1775
- Tarbinskiellus portentosus Lichtenstein, 1796
- Tarbinskiellus terrificus Walker, 1869